# Itapeba Atlético Clube
Itapeba Atlético Clube é uma agremiação esportiva da cidade de Maricá, no estado do Rio de Janeiro, fundada a 1 de outubro de 1959.

## História
Criado no fim da década de 1950, o Itapeba, do bairro de mesmo nome, foi um dos quatro times de Maricá a disputar o futebol profissional do estado do Rio de Janeiro a exemplo do Esporte Clube Maricá, Esporte Clube Taquaral e Maricá Futebol Clube. Anteriormente, o time tricolor participou de certames amadores da cidade.
Em 1992, fez a sua estreia na Terceira Divisão do Rio de Janeiro ficando em terceiro lugar na classificação geral, atrás somente dos promovidos Esporte Clube Anchieta e São Paulo Futebol Clube. O Grêmio Esportivo Km 49, Everest Atlético Clube, Bela Vista Futebol Clube, Sport Club União de Marechal Hermes, Associação Atlética Colúmbia e Nilópolis Futebol Clube completaram a tábua de classificação.
Por conta de problemas financeiros, o time permaneceu afastado das competições até 1995 quando retornou à Terceira Divisão. Ao final de dois turnos, no Grupo "B", ficou na sexta colocação, portanto, fora do octogonal final que definiu Tio Sam Esporte Clube e Belford Roxo Futebol Clube como os contemplados com as duas vagas para o módulo imediatamente acima. Cosmos Social Clube e Atlético Clube Apollo também foram desclassificados.
Após essas duas experiências, a agremiação não mais disputou as competições de âmbito profissional. Suas cores são branco, vermelho e preto.

## Estatísticas

### Participações
| Competição          | Temporadas | Melhor campanha    | Estreia | Última | P | R |
| ------------------- | ---------- | ------------------ | ------- | ------ | - | - |
| Série B2 do Carioca | 1          | 3º colocado (1992) | 1992    | 1992   | – | – |
| Série C do Carioca  | 1          | 6º colocado (1995) | 1995    | 1995   | – |   |